# Colbert (tàu tuần dương Pháp) (1928)
Colbert là một tàu tuần dương hạng nặng của Hải quân Pháp thuộc lớp Suffren đã phục vụ trong Chiến tranh Thế giới thứ hai. Nó là chiếc tàu chiến thứ năm của Pháp được đặt tên theo Jean Baptiste Colbert.
Colbert được đặt lườn vào ngày 12 tháng 6 năm 1927 tại Xưởng vũ khí Brest. Nó được hạ thủy vào ngày 20 tháng 4 năm 1928 và được đưa ra hoạt động vào ngày 4 tháng 3 năm 1931.
Colbert hình thành nên Đội 1 của Hải đội 1 Pháp tại Địa Trung Hải, vốn còn bao gồm các chiếc Algérie và Dupleix. Khi Thế chiến II bùng nổ vào tháng 9 năm 1939, Colbert nằm trong thành phần Hải đội Tuần dương 1, bao gồm Algérie, Dupleix, Foch, Duquesne và Tourville.
Vào ngày 14 tháng 6 năm 1940, Hải quân Pháp tiến hành Chiến dịch Samoyède. Hải đội 3 của Pháp bao gồm Foch, Algérie, Dupleix và Colbert đã bắn phá Genoa, có sự trợ giúp của Không lực Hải quân Pháp.
Sau khi Pháp đầu hàng, Colbert cùng hầu hết lực lượng của Hải quân Pháp được rút ra khỏi hoạt động tác chiến và được giữ tại Toulon. Trong vụ Đánh đắm Hạm đội Pháp tại Toulon, nó bị thủy thủ đoàn đánh đắm thành công vào ngày 27 tháng 11 năm 1942, cho dù có sự hiện diện của các sĩ quan Đức trên tàu cố tìm cách kiểm soát nó. Colbert nổ tung khi hầm đạn phát nổ.